# Jouet-sur-l'Aubois
Jouet-sur-l'Aubois è un comune francese di 1 527 abitanti situato nel dipartimento del Cher, nella regione del Centro-Valle della Loira.

## Società

### Evoluzione demografica
Abitanti censiti